# Ålavan
Ålavan är en sjö i Lycksele kommun i Lappland och ingår i Umeälvens huvudavrinningsområde. Ålavan ligger i Vindelälven Natura 2000-område.